# Voyage au Congo (film)
Pour plus de détails, voir Fiche technique et Distribution.
Pour l’article homonyme, voir Voyage au Congo.
Voyage au Congo est un film documentaire français réalisé par Marc Allégret, sorti en 1927.

## Synopsis
En 1925, l'écrivain André Gide effectue un voyage en Afrique-Équatoriale française et au Congo belge avec son secrétaire, Marc Allégret, qui en tire un document filmé et en rapporte de nombreuses photographies.

## Fiche technique
- Titre : Voyage au Congo
- Réalisation : Marc Allégret
- Scénario : André Gide et Marc Allégret
- Photographie : Marc Allégret
- Montage : Marc Allégret et Alberto Cavalcanti
- Directeur de production : Pierre Braunberger
- Société de production : Néofilms, Société du Cinéma du Panthéon
- Société de distribution : Studio-Films (Paris)
- Pays de production :  France
- Format : Noir et blanc - 35 mm - 1,33:1 - Muet
- Genre : documentaire
- Durée : 94 minutes[1] ; 101 minutes[2]
- Date de sortie : 10 juin 1927

## Production

### Tournage
Le film est réalisé de juillet 1925 à mai 1926.

## Autour du film
Le même voyage est relaté dans le livre d'André Gide Voyage au Congo, publié en 1927.